# Jill Bakken
Jill Bakken (* 25. Januar 1977 in Portland) ist eine ehemalige US-amerikanische Bobsportlerin.
Jill Bakken begann früh mit Leistungssport. Zunächst betrieb sie Alpinen Skisport und war in diesem Bereich eine der besten Sportlerinnen im Nordwesten der USA. Ihr Ziel, in dieser Sportart internationales Niveau zu erreichen und an Olympischen Winterspielen teilzunehmen, erreichte sie nicht. Deshalb wechselte sie im Jahr 1994 zum Bobsport, der zu dieser Zeit jedoch noch nicht olympisch war. Sie war zu Beginn 16 Jahre und damit die bislang jüngste Bobpilotin. Sie trainierte in Calgary, da das Frauen-Bob-Programm der USA 1984 eingestellt wurde.
Bakken nahm seit der Saison 1994/95 am neu geschaffenen Weltcup im Bobsport teil und belegte in ihrem ersten Rennen sofort einen achten Platz. Ihre Anschieberinnen waren zu der Zeit Shauna Rohbock und Vonetta Flowers. Ihre beste Saison fuhr sie 1999/2000 als zweite in der Gesamtweltcupwertung. Der größte Erfolg wurde jedoch der Gewinn der Goldmedaille mit ihrer Anschieberin Vonetta Flowers bei den Olympischen Winterspielen 2002 in Salt Lake City, wo erstmals ein Bobwettbewerb für Frauen ausgetragen wurde. Nach dem Sieg musste sie wegen Verletzungen zwei Jahre aussetzen und erreichte danach nicht mehr ganz ihr vorheriges Leistungsvermögen. Doch belegte sie etwa bei der Bob- und Skeleton-Weltmeisterschaften 2005 in Calgary mit ihrer Anschieberin Amanda Moreley den sechsten Platz. Weitere Anschieberinnen nach ihrem Comeback waren Erin Pac und Bathany Hart. Für die Olympischen Winterspiele 2006 in Turin konnte sich Bakken gegen Shauna Rohbock und Jean Prahm nicht durchsetzen und beendete am Ende der Saison ihre Karriere.